# Мон-Луиская солнечная печь
Мон-Луиская солнечная печь — экспериментальная солнечная печь, объект солнечной тепловой энергии. Была построена в 1949 году. Она была первой в своем роде и стала предшественником Одейлийской солнечной печи. Установка обеспечивает тепловую мощность 50 кВт.

## История
Французский химик Феликс Тромб и его команда сделали первоначальную демонстрацию зеркала DCA в Медоне в 1946 году, чтобы показать возможность быстрого достижения высоких температур с помощью высококонцентрированного солнечного света. Цель состояла в том, чтобы расплавить руду, извлечь чистые вещества и получить новые, более эффективные огнеупорные материалы.
Для того, чтобы проводить дальнейшие эксперименты, была построена первая солнечная печь в Мон-Луи в Восточных Пиренеях в 1949 году.

## Развитие и сотрудничество
Мон-Луиская солнечная печь была вовлечена в процесс передачи технологий Южным странам; город Сафи в Марокко участвовал в этом процессе. Проект был направлен на внедрение в сельские районы солнечных печей, которые позволяли бы производить не только керамические изделия (горшки, тарелки), но и строительные материалы, а также плавить металл для создания инструментов и полезных предметов быта.

## Экскурсии
На экскурсии демонстрируется работа объекта. Посетители перемещаются в самый центр комплекса, где им объясняют принципы управления и использования солнечной печи. Присутствуют демонстрации простых научных экспериментов, например: концентрирование солнечных лучей для достижения температур от 2000 до 3500 °С, разжигание огня, плавка металла и приготовление пищи в керамической посуде. Экскурсия завершается обзором различных технологий, использующих солнечную энергию: солнечная кузница, солнечные батареи, солнечные печи и др.